# Entypoma robustum
Entypoma robustum är en stekelart som beskrevs av Förster 1871. Entypoma robustum ingår i släktet Entypoma och familjen brokparasitsteklar. Arten är reproducerande i Sverige. Inga underarter finns listade i Catalogue of Life.